# Stupid Little Things
Stupid Little Things è un singolo della cantante statunitense Anastacia, il primo estratto dal sesto album in studio Resurrection e pubblicato il 28 marzo 2014.

## Video musicale
Il videoclip del brano è stato pubblicato il 21 marzo 2014 attraverso il canale Vevo della cantante. Girato in Nevada, il video ha come protagonista la stessa Anastacia, la quale balla in un primo momento su una strada deserta, poi su un treno ed infine nel deserto.

## Tracce
CD singolo, download digitale
1. Stupid Little Things – 3:55
2. Stupid Little Things (Radio Edit) – 3:31
3. Stupid Little Things (Instrumental) – 3:55
4. Dark White Girl – 3:23

## Formazione
Musicisti
- Anastacia – voce
- Michael Biancaniello – chitarra, tastiera, programmazione
- Louis Biancaniello – tastiera, programmazione
- Courtney Harrell – cori

Produzione
- Sam Watters, Louis Biancaniello, Michael Biancaniello – produzione
- Al Clay – missaggio
- Pat Sullivan – mastering

## Classifiche
| Classifica (2014) | Posizione massima |
| ----------------- | ----------------- |
| Austria           | 45                |
| Belgio (Vallonia) | 60                |
| Francia           | 115               |
| Germania          | 38                |
| Italia            | 20                |
| Spagna            | 26                |
| Svizzera          | 23                |